# Thomas Fitschen (Synchronsprecher)
Thomas Fitschen (* 1980 in Stade) ist ein deutscher Film- und Theaterschauspieler, Synchronsprecher, Hörbuch- und Hörspielsprecher sowie Versicherungsmakler.

## Leben und Karriere
Thomas Fitschen wurde 1980 in Stade geboren und absolvierte von 2004 bis 2007 eine Schauspielausbildung an der Freien Schauspielschule Hamburg und war anschließend Ensemblemitglied im Hamburg Dungeon. Seit 2007 spielt er hauptsächlich in verschiedenen Theatern in Hamburg, ist jedoch auch des Öfteren in anderen Stadttheatern der Bundesrepublik Deutschland und der Schweiz auf der Bühne. 2023 war er das erste Mal im Kleinen Hoftheater mit dem Stück Der Vorname unter der Regie von Stefan Leonard zu sehen.
Vor allem ist Fischen heute als Sprecher diverser Hörspiele und Hörbücher tätig sowie in zahlreichen Computerspielen zu hören. Auch in solchen Produktionen wird er bevorzugt für Bösewichte und Erzschurken besetzt. Wird jedoch auch immer wieder für etwas lustigere und alberne Rollen gebucht. 
Fitschen wirkte mehrfach als Sprecher in zahlreichen Spielen von Daedalic Entertainment mit. So sprach er bspw. den Dr. Marcel in dem 2008 veröffentlichten Point-and-Click-Adventure Edna bricht aus sowie in dessen Nachfolger Harveys neue Augen und Captain Seagull in der Deponia-Reihe. In dem im Jahr 2024 erschienenen Action-Adventure von MachineGames, Indiana Jones und der Große Kreis, übernahm er die Rolle des Antonio Morello, einem engen Freund der Hauptfigur Indiana Jones.
Parallel arbeitet Fitschen als unabhängiger Versicherungsmakler, der sich auf Versicherungs- wie Absicherungsfragen für Künstler spezialisiert hat.
Fitschen lebt in Hamburg.

## Filmografie
- 2005: Spiel des Lebens (Kurzfilm)
- 2007: Die Drei Brüder (Kurzfilm)
- 2008: Glücksrad (Kurzfilm)
- 2008: Verhör (Kurzfilm)
- 2008: Schluckauf (Kurzfilm)
- 2008: Umzugshilfe (Kurzfilm)
- 2008: Parzelle 55 (Kurzfilm)
- 2008: Ein schöner Moment (Kurzfilm)
- 2009: Da kommt Kalle (Fernsehserie, 1 Folge)
- 2009: Hinterzimmer Gespräch (Kurzfilm)
- 2009: Elternhaus (Kurzfilm)
- 2009: Die Heirat (Kurzfilm)
- 2009: Im Oktober (Kurzfilm)
- 2009: Der Feuerverzinker (Kurzfilm)
- 2009: Die Bewährungsprobe (Kurzfilm)
- 2010: Jeeves in Willshire (Kurzfilm)
- 2010: 2 nach 11 (Kurzfilm)
- 2011: Beyond the Coral Sea (Kurzfilm)
- 2011: Der Tropfen (Kurzfilm)
- 2011: Risiko (Kurzfilm)
- 2012: Tiefschwarz
- 2012: Zuchthaus

## Videospiele (Auswahl)
- 2008: Edna bricht aus als Dr. Marcel
- 2009: The Whispered World als Vater, Erzähler und Blaue Gestalt
- 2010: A New Beginning als Nigel und Vorarbeiter
- 2011: Harveys neue Augen als Dr. Marcel
- 2011: Star Wars: The Old Republic
- 2012: Chaos auf Deponia als Captain Seagull
- 2012: Dishonored: Die Maske des Zorns als Kunsthändler Bunting u. a.
- 2013: Goodbye Deponia als Captain Seagull
- 2014: Wolfenstein: The New Order
- 2014: Assassin’s Creed Rogue
- 2015: Fallout 4
- 2018: Fallout 76
- 2019: F1 2019 als F2 Kommentator
- 2019: Wolfenstein: Youngblood als Commander Uwe
- 2019: Planet Zoo als Dominic Myers
- 2019: Asterix & Obelix XXL 3 als Troubadix, Epidemais und Marcus Ecus
- 2020: F1 2020 als F2 Kommentator
- 2020: Mafia: Definitive Edition
- 2021: F1 2021 als F2 Kommentator
- 2022: F1 22 als F2 Kommentator
- 2023: Resident Evil 4 als Ramón Salazar
- 2023: F1 23 als F2 Kommentator
- 2023: Starfield
- 2024: Indiana Jones und der Große Kreis als Vater Antonio Morello